# Kinderkommission des Deutschen Bundestages
Die Kinderkommission des Deutschen Bundestages (KiKo) ist eine seit 1988 bestehende institutionelle Arbeitsgruppe des Bundestagsausschusses für Familie, Senioren, Frauen und Jugend speziell für kinderpolitische Belange.

## Aufgaben
Anders als der Name es ausweist, beansprucht dieser mit einzelnen Abgeordneten aller Fraktionen und ihren Mitarbeitern besetzte Arbeitskreis, die oberste parlamentarische und außerparlamentarische Interessenvertretung für Kinder und Jugendliche zu sein. Die Rede ist von einem Wächteramt. „Die Kinderkommission, kurz KiKo genannt, ist ein Unterausschuss des Ausschusses für Familie, Senioren, Frauen und Jugend des Deutschen Bundestages. Die KiKo tagt oft und schreibt viele Berichte, aber sie kann keine Vorschläge zu neuen Gesetzen machen. Sie muss alle Initiativen über den Familienausschuss laufen lassen oder sich in den einzelnen Fraktionen Unterstützung suchen. Es wird diskutiert, das zu ändern. Es ist auch eine Kinderfragestunde geplant, bei der sich möglichst viele Kinder im großen Bundestagssaal versammeln und den Abgeordneten Fragen stellen. Die KiKo besteht aus je einem Mitglied jeder im Bundestag vertretenen Fraktion sowie je einer Stellvertreterin oder einem Stellvertreter.“
Zu Beginn jeder neuen Legislaturperiode verabreden die KiKo-Mitglieder untereinander ein Arbeitsprogramm sowie eine Aufgabenverteilung nach Themen.
Die KiKo veranstaltet zu kinderpolitischen Themen öffentliche Anhörungen und nichtöffentliche Expertengespräche. Als eine Grundfestlegung für gemeinsames, abgestimmtes Handeln, ist das Konsensprinzip gewählt worden. Wenn sich nicht alle sechs Abstimmungsberechtigten auf ein gemeinsames Vorgehen einigen können, bleibt nur eine Initiative außerhalb des Gremiums.
Die KiKo erklärt sich ausdrücklich nicht zuständig für Einzelfall-Klärungen etwa bei Streitfällen im Umgangsrecht und Ähnlichem.

## Mitglieder
21. Legislaturperiode (2025–jetzt)
- Michael Hose (CDU/CSU), Vorsitzender
- Angela Rudzka (AfD)
- Truels Reichardt (SPD)
- Nyke Slawik (Die Grünen)
- Mareike Hermeier (Die Linke)

20. Legislaturperiode (2021–2025)
- Sarah Lahrkamp (SPD)
- Paul Lehrieder (CDU/CSU)
- Emilia Fester (Die Grünen)
- Matthias Seestern-Pauly (FDP)
- Gereon Bollmann (AfD)
- Heidi Reichinnek (Die Linke)

19. Legislaturperiode (2017–2021)
- Bettina M. Wiesmann (CDU/CSU)
- Susann Rüthrich (SPD)
- Johannes Huber (AfD)
- Matthias Seestern-Pauly (FDP)
- Norbert Müller (Die Linke)
- Sven Lehmann (Bündnis 90/Die Grünen)

18. Legislaturperiode (2013–2017)
- Eckhard Pols (CDU/CSU)
- Susann Rüthrich (SPD)
- Norbert Müller (Die Linke)
- Beate Walter-Rosenheimer (Bündnis 90/Die Grünen)

17. Legislaturperiode (2009–2013)
- Eckhard Pols (CDU/CSU)
- Marlene Rupprecht (SPD)
- Nicole Bracht-Bendt (FDP)
- Diana Golze (Die Linke)
- Katja Dörner (Bündnis 90/Die Grünen)

16. Legislaturperiode (2005–2009)
- Michaela Noll (CDU/CSU)
- Marlene Rupprecht (SPD)
- Miriam Gruß (FDP)
- Diana Golze (Die Linke)
- Ekin Deligöz (Bündnis 90/Die Grünen)

15. Legislaturperiode (2002–2005)
- Marlene Rupprecht (SPD)
- Ingrid Fischbach (CDU/CSU)
- Ekin Deligöz (Bündnis 90/Die Grünen)
- Klaus Haupt (FDP)

14. Legislaturperiode (1998–2002)
- Rolf Stöckel (SPD)
- Ingrid Fischbach (CDU/CSU)
- Ekin Deligöz (Bündnis 90/Die Grünen)
- Klaus Haupt (FDP)
- Rosel Neuhäuser (PDS)

## Vorgeschichte
Bevor die KiKo eingerichtet wurde, war des Öfteren seitens der Medien-Öffentlichkeit gefordert worden, einen  Kinderbeauftragten des Deutschen Bundestages als Ansprechpartner für Kinder-Belange zu schaffen. Als Reaktion darauf benannte jede im Bundestag vertretene Fraktion einen eigenen Kinderbeauftragten. Der Ältestenrat des Deutschen Bundestages beschloss in Sitzungen am 21. April und 5. Mai 1988, die Kinderbeauftragten der Fraktionen gemeinsam als offizielle Kinderkommission einzusetzen. In Beamtendeutsch heißt sie etwas unhandlicher formuliert auch Kommission zur Wahrnehmung der Belange der Kinder. Im Alltag sagt beinah jeder damit befasste KiKo, wenn von ihr die Rede ist.